# Björn Zikarsky
Björn Zikarsky (Alemania, 17 de julio de 1967) es un nadador alemán retirado especializado en pruebas de estilo libre, donde consiguió ser medallista de bronce olímpico en 1996 en los 4 x 100 metros.

## Carrera deportiva
En los Juegos Olímpicos de Atlanta 1996 ganó la medalla de bronce en los relevos de 4 x 100 metros libre con un tiempo de 3:17.20 segundos, tras Estados Unidos y Rusia; además consiguió el oro en los campeonatos europeos de piscina larga de Bonn 1989 en la misma prueba.